# Anísio Auto de Abreu
Anísio Auto de Abreu (Teresina, 1864 — Teresina, 6 de dezembro de 1909) foi um jornalista, escritor e  político brasileiro, durante a Primeira República, também conhecida como República Velha.
É o patrono da cadeira nº 7 da Academia Piauiense de Letras. Higino Cunha, escritor piauiense e primeiro ocupante da mesma cadeira, escreveu Anísio Abreu, sua obra, sua vida e sua morte.

## O político
Em 1892 foi eleito deputado estadual pelo Piauí. Durante seu mandato, participou da elaboração da Constituição estadual. Também foi secretário de polícia durante o governo de Coriolano de Carvalho e Silva.
Em 1894 elegeu-se deputado federal, sendo reeleito três vezes, cumprindo mandato até 1905, tendo sido membro das comissões de Constituição e Justiça, de Finanças e da comissão encarregada de revisar o Código Civil.
Em 1906 foi eleito senador pelo Piauí, exercendo o mandato até 1908, quando renunciou para assumir o governo do estado, sucedendo a José Lourenço de Morais e Silva. Tomou posse em 1 de julho de 1908 e, em 5 de dezembro de 1909, um dia antes de falecer, foi substituído por Manuel Raimundo da Paz.

## O jornalista
Como jornalista colaborou em vários periódicos, como Folha do Norte, Diário de Pernambuco (PE), Jornal do Recife (PE), A Província, A Imprensa (PI) e O Debate (RJ).

## O escritor[3]
- Íntimos, coletânea de poesias publicada com Joaquim Ribeiro Gonçalves e Antônio Rubim, em Três liras (1882)
- Micógrafo (1882)
- Carta ao conselheiro João Alfredo (1883)
- Ciência e teologia, obra em que interveio a favor de Tobias Barreto na polêmica entre ele e o clero de Recife e de São Luís